# سوفیا سیسنیگا
سوفیا سیسنیگا (انگلیسی: Sofía Sisniega؛ زادهٔ ۷ ژوئن ۱۹۸۹) بازیگر اهل ایالات متحده آمریکا است. وی از سال ۲۰۰۶ میلادی تاکنون مشغول فعالیت بوده است.
از فیلم‌ها یا برنامه‌های تلویزیونی که وی در آن نقش داشته است می‌توان به ایلیزیم، بیگانه را بگیر اشاره کرد.